# Bärbel Freudenberg-Pilster
Bärbel Freudenberg-Pilster (* 6. Februar 1954 in Delmenhorst) ist eine deutsche Juristin und ehemalige Politikerin der FDP.

## Ausbildung und Beruf
Nach einer Ausbildung zur Justizangestellten und einer mehrjährigen Tätigkeit als Justizangestellte bei den Justizbehörden in Oldenburg nahm Bärbel Freudenberg-Pilster ein Jura-Studium an der Georg-August-Universität Göttingen auf, das sie im Jahr 1984 mit dem 1. Juristischen Staatsexamen abschloss. Im Anschluss an die Referendarzeit im Oberlandesgerichtsbezirk Celle und dem 2. Juristischen Staatsexamen im Jahr 1987 war sie Rechtsanwältin in Celle und Hude (Oldenburg). 1991 wechselte sie nach Sachsen-Anhalt und begann eine Laufbahn als Richterin. Im Wesentlichen war sie mit Straf- und Jugenddezernaten betraut, zeitweise jedoch auch als Familien- und Insolvenzrichterin tätig.
Einige Zeit war sie an das Justizministerium in Magdeburg abgeordnet. Dort war sie als Referentin und Referatsleiterin für die Organisation der Gerichte und Staatsanwaltschaften zuständig. Unter ihrer Federführung wurde das Zentrale Mahngericht Sachsen-Anhalt in Staßfurt aufgebaut.
Seit 2007 ist Bärbel Freudenberg-Pilster Rechtsanwältin in Berlin mit den Schwerpunkten Familienrecht und Strafrecht.

## Öffentliche Ämter
Von Mai 2002 bis April 2006 war Bärbel Freudenberg-Pilster für die FDP Staatssekretärin im Ministerium für Gesundheit und Soziales des Landes Sachsen-Anhalt.

## Ehrenamtliches Engagement
Bärbel Freudenberg-Pilster war stellvertretende Vorsitzende der FDP-nahen Erhard-Hübener-Stiftung und war Mitglied des American German Business Club Berlin, für den sie auch als Justitiarin tätig war. Ferner war sie Mitglied des Deutschen Juristentages. Sie ist 2018 aus der FDP ausgetreten.